# Rudolf Thanner
Rudolf „Rudi” Thanner (ur. 20 sierpnia 1944 w Füssen, zm. 9 sierpnia 2007 tamże) – niemiecki hokeista grający na pozycji obrońcy, reprezentant kraju, olimpijczyk, polityk. Zawodnik EV Füssen.

## Kariera
Rudolf Thanner całą karierę sportową spędził w EV Füssen, którą rozpoczął w 1964 roku. Zdobył z klubem 5-krotnie mistrzostwo Niemiec (1965, 1968, 1969, 1971, 1973), dwukrotnie wicemistrzostwo Niemiec (1966, 1972) oraz dotarł do finału Pucharu Europy 1965/1966, w którym przegrał rywalizację z czechosłowackim TJ ZKL Brno 0:4 (4:6, 5:7, 2:6, 1:6). Po sezonie 1977/1978 zakończył karierę sportową. Łącznie w Bundeslidze rozegrał 430 meczów, w których zdobył 73 gole.

## Kariera reprezentacyjna
Rudolf Thanner w latach 1966–1976 w reprezentacji RFN rozegrał 118 meczów, w których zdobył 35 punktów (21 punktów, 14 asyst) oraz spędził 38 minut na ławce kar. Trzykrotnie uczestniczył w zimowych igrzyskach olimpijskich (1968, 1972, 1976). Na turnieju olimpijskim 1976 w Innsbrucku z reprezentacją RFN pod wodzą selekcjonera Xavera Unsinna zdobył pierwszy od 44 lat medal olimpijski – brązowy medal. W październiku tego samego roku za ten sukces wraz z innymi kolegami z reprezentacji RFN otrzymał z rąk ówczesnego kanclerza Niemiec, Helmuta Schmidta Srebrny Liść Laurowy.
Ponadto 7-krotnie uczestniczył w mistrzostwach świata (1967 – spadek do Grupy B, 1969, 1970 – awans do Grupy A, 1971, 1972, 1973 – spadek do Grupy B, 1976).

## Sukcesy

### Zawodnicze
EV Füssen
- Mistrzostwo Niemiec: 1965, 1968, 1969, 1971, 1973
- Wicemistrzostwo Niemiec: 1966, 1972
- Finał Pucharu Europy: 1966

Reprezentacja RFN
- Awans do Grupy A mistrzostw świata: 1970
- Brązowy medal zimowych igrzysk olimpijskich: 1976

### Odznaczenia
- Srebrny Liść Laurowy: 1976
- Członek Niemieckiej Galerii Sławy Hokeja na Lodzie: 1989

## Po zakończeniu kariery
Rudolf Thanner po zakończeniu kariery sportowej wraz z Aloisem Schloderem pracował w DEB (Niemiecki Związek Hokeja na Lodzie) jako organizator oraz członek tradycyjnego zespołu.
W latach 1984–2002 był radnym miasta Füssen. Przez 25 lat kierował również losami stowarzyszenia turystycznego Ostallgäu w Landraturze jako dyrektor zarządzający. Był również znacząco zaangażowany w przebudowę skoczni narciarskich w Bad Faulenbach.
Zmarł 9 sierpnia 2007 roku w Füssen.